# ジャグハンドル

右左折する車両が主交差点から取付道路に迂回するジャグハンドル"タイプA"

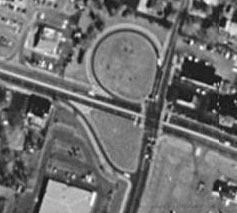
1つの標準ジャグハンドル(下)と1つの逆ジャグハンドルを備えた典型的なジャグハンドルの組み合わせ(ニュージャージー州道35号線 ハズレット, ニュージャージー州)

ジャグハンドル(Jughandle)は、車両が平面交差点を左折(右側通行の場合)する時に通行する取付道路の一種である。普通に交差点を左折するのではなく、左折する車両は道路の右側にある取付道路を使って左折する。標準的なジャグハンドル(forward jughandle / near-side jughandle)の場合、取付道路(ジャグハンドル)は交差点の手前で本線から斜め右に分岐し、交差する道路の交差点の手前(向かって右側)に接続する。車両はジャグハンドルを通過し、交差する道路を左折する。この形状のジャグハンドルの場合には、交差点を右折する車両も、このジャグハンドルを使って右折することができる。逆ジャグハンドル(reverse jughandle / far-side jughandle)と呼ばれる形態の場合は、ジャグハンドルは交差点を通過した後で本線から右に分岐し、クローバーランプと同様な形状をとって交差する道路の交差点の手前(向かって右側)に接続する。車両はジャグハンドルを通過し、交差する道路を右折する。
ジャグハンドルは、ジャージー・レフトとも呼ばれている。これはニュージャージー州にこの道路構造が多くみられるためである。
この道路がジャグハンドルと呼ばれる理由は、取付道路の形状がジョッキ(Jug)の把手(Handle)に似ているためである。
ニュージャージー州交通局は、3種類のジャグハンドルを定義している。"タイプA"は、標準的な交差点手前のジャグハンドルである。"タイプB”は、本線から右に分岐した後、左に旋回して再度本線に丁字路状に接続する形態である。この形態には、本線の反対側に道路がありその道路に進行する場合と、本線を戻る向きに進行する場合がある。

## 歴史
ニューヨーク・タイムズに最初にジャグハンドルという呼び方が使われたのは、1959年6月14日である。この時の内容は、ニュージャージー州、モンヴィルの国道46号線、ノース・プレインフィールドとバウンド・ブルックの間の国道22号線、モンマスパーク競馬場近くの州道35号線、にジャグハンドルが造られた、というものであった。1960年のはじめまでには、ニュージャージー州に160のジャグハンドルが造られた。そのほとんどは、標準的なタイプAのジャグハンドルであった。160番目のジャグハンドルは、国道1号線のニューブランズウィックとトレントンの間に造られたものだった。

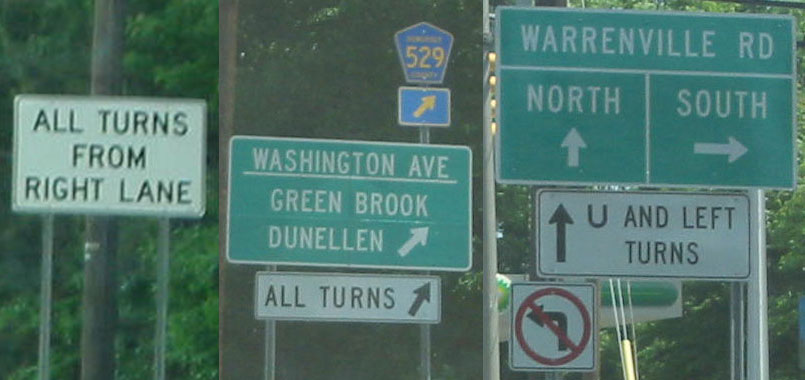
ニュージャージー州道のジャグハンドル標識の例

## 各国の事例

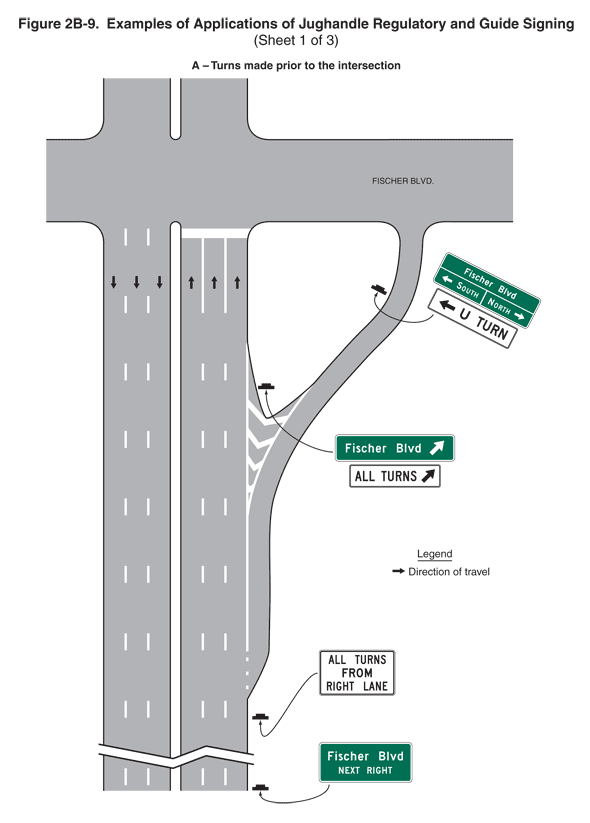
ジャグハンドル交差点の図。右左折する交差点に入る前に、右左折する車両は右に進む。

### オーストラリア
パース (西オーストラリア州)):
- ギルドフォード・ロードとイースト・パレードの交差点 : タイプC[注釈 7]

### カナダ
マーカム (オンタリオ州):
- ウォーデン・アヴェニューとエンタープライズ・ブールヴァードの交差点 : タイプB[注釈 8]

トロント (オンタリオ州):
- ヨーク・ユニヴァーシティ・バスウェイとダッファリン・ストリートの交差点 : タイプB[注釈 9]

### ドイツ
ケルン(ノルトライン＝ヴェストファーレン州):
- アーヘナー・シュトラーセとウニヴェルシテーツシュトラーセの交差点 : タイプC[注釈 10]
- インネレ・カナルシュトラーセとズッベルラーター・シュトラーセの交差点 : タイプA[注釈 11]

### シンガポール
タンパニース:
- タンパニース・アヴェニュー 10とタンパニース・アヴェニュー 1 の交差点: タイプB[注釈 12]

### 英国
北アイルランド:
- A8 : タイプB[注釈 13]

### アメリカ合衆国
ジャグハンドルが普及している州には、ニュージャージー州、ペンシルベニア州、コネチカット州、デラウェア州、メリーランド州、オハイオ州、マサチューセッツ州、ミシガン州、ミズーリ州、ニューヨーク州、ニューハンプシャー州、ウィスコンシン州、バーモント州がある。その中でも特にニュージャージー州に多い。ジャグハンドルは、交差点を設計する時の候補となる制御方法であるため、他の地域で採用される可能性もある。

## 標識

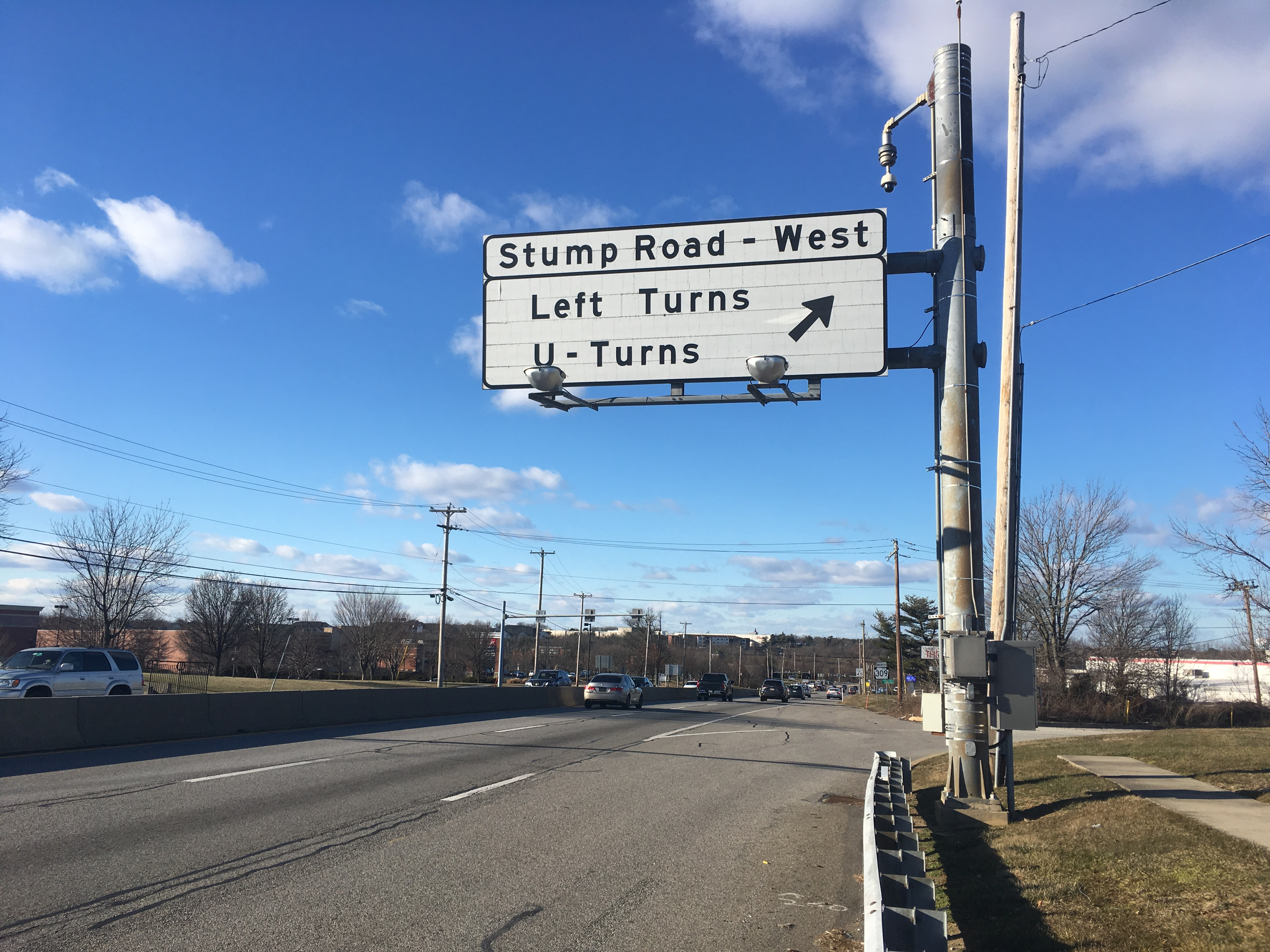
モンゴメリー・タウンシップ(ペンシルベニア州)のペンシルベニア州道309号線沿いにあるジャグハンドル標識

ニュージャージーの州道と ペンシルベニアの州道では、ジャグハンドルの手前もしくはジャグハンドルに進入した直後に、"すべての右左折車両は右の車線から"(ALL TURNS FROM RIGHT LANE)と書かれた白い標識が設置されている。逆ジャグハンドル(タイプC)の場合には、標準的な緑色の方面標識の下に、"すべての右左折"(ALL TURNS)もしくは"Uターンと左折"(U AND LEFT TURNS)と書かれた白い標識が設置されている。
地方道や他の州では、ジャグハンドルを示す標識が州外の運転者にはわかりにくく戸惑わせることがある。

## ジャグハンドルの利点
- 安全性
  - 交差点で左折する車両をなくすことにより、左側車線は直進車のみとなり、緑信号通過時の不要な減速をなくすことができる。
  - 左折車線を増やすことによる交差点手前での道路拡幅にともなう横断歩道の距離増加がない。
  - 通常の交差点と比較して、左折による事故発生箇所が減少する。
  - 左折先の横断歩道を横断する歩行者および自転車との衝突事故が発生しない。

- 運用
  - 全体的な移動時間、交差点での遅延を削減できる。
  - 左折優先の信号フェーズが不要となるため、信号のフェーズを削減できる。
  - 左折車両の待機場所を増やすことができる。
  - 横断歩道の距離短縮にともない、横断歩道の緑信号の時間を短くできる。
  - 狭い交差点でUターンする必要がなくなるため、Uターンがしやすくなる。
  - 左折用車線を確保する必要性を減らすことができる。本線沿いは開発されていることが多く、道路拡幅が難しいが、ジャグハンドルは少し離れた土地を収用すれば良い。

## ジャグハンドルの欠点
- 安全性
  - 左折するために右側の取付道路に入るという、ジャグハンドルに慣れていない土地では直感的ではない通行方法により、運転者が混乱する。一部の交差点がジャグハンドルであり、他の交差点が一般的な交差点である、という交差点ごとの不整合により、運転者が予想できないという問題がある。(これらの課題は、事前の標識を設置することにより低減することができる。)
  - 主の交差点の近くに、別の交差点(ジャグハンドル取り付け部)があるため、歩行者は道路を横断する機会が増える。
  - ジャグハンドルの入り口は車両の走行速度が速いため、この部分を横断する歩行者/自転車との衝突は致命的な事故になりやすい。
- 運用
  - ジャグハンドルを通って左折する車両にとっては、交差点通過時間が長くなる。
  - 交差点で停止する車両の割合が増加する。
  - 交差点通過待ち車両がジャグハンドル出口まで達すると、ジャグハンドルから本線に進入する車両は本線上の車両にブロックされてしまい、左折するための時間が長くなる可能性がある。
  - 逆ジャグハンドル(タイプC)の場合は、同じ交差点を2度通過することになり、実質的に走行距離が長くなる。
  - 逆ジャグハンドル(タイプC)でUターンする場合には、運転者は、ジャグハンドルの出口から左折車線に移動するために、すべての車線を横切る必要がある。（別の逆ジャグハンドルが交差点の反対側にもある場合には、運転者は右車線に留まり、交差点通過後、再度逆ジャグハンドルを使うこととなり、交差点を計3回通過する必要がある。）
  - 運転者の安全を確保するために、連邦道路局は、ジャグハンドルの外側にバス停を配置することを推奨している。
  - "タイプA"の標準的ジャグハンドルでは、運転者がジャグハンドルを進み、左折し、交差点を右折し元の道路に戻ることで、赤信号停止を回避することができてしまう。
- 優先道路
  - 新たな道路構造を加えるため、本線側が優先道路であることを示す標識が必要な場合がある。